# A Ponte: The Bridge Brasil
A Ponte: The Bridge Brasil é um reality show brasileiro produzido e exibido pela HBO Max, sendo uma versão da atração britânica de mesmo nome.
No programa 14 famosos e anônimos são isolados na natureza com o objetivo de construir uma ponte de 300 metros até uma torre, onde encontrarão o prêmio de R$ 500 mil. Para isso, eles terão apenas 20 dias e só podem utilizar  materiais ali disponíveis e, terão que lidar com a tensão criada pelo confinamento.
O reality foi anunciado em agosto de 2021, e conta com a apresentação de Murilo Rosa. Estreou em 09 de junho de 2022.

## Episódios
| nº | Título do episódio | Lançamento          |
| -- | ------------------ | ------------------- |
| 1  | "A Ponte"          | 09 de junho de 2022 |
| 2  | "O Trio"           | 09 de junho de 2022 |
| 3  | "A Chegada"        | 09 de junho de 2022 |
| 4  | "O Banquete"       | 16 de junho de 2022 |
| 5  | "A Guia"           | 16 de junho de 2022 |
| 6  | "A Divisão"        | 16 de junho de 2022 |
| 7  | "A Troca"          | 23 de junho de 2022 |
| 8  | "A Antena"         | 23 de junho de 2022 |

## Elenco
| Participante            | Ocupação                        | Colocação                                                                                              |
| ----------------------- | ------------------------------- | --- |
| Suyane Moreira          | Atriz e modelo                  | Vencedora Recebeu R$ 400 mil, ficou com R$ 175 mil e dividiu o restante entre os demais participantes. |
| Diego Del Rio           | Policial civil                  | Receberam R$ 70 mil cada                                                                               |
| Paola Santerini         | Empresária                      | Receberam R$ 70 mil cada                                                                               |
| Henrique Fares          | Empresário e shaper             | Receberam R$ 70 mil cada                                                                               |
| Artur Carvalhaes        | Bombeiro militar e guarda-vidas | Receberam R$ 5 mil cada                                                                                |
| Cláudia Gadelha         | Lutadora de MMA                 | Receberam R$ 5 mil cada                                                                                |
| Fabio Beltrão           | Ator                            | Receberam R$ 5 mil cada                                                                                |
| Polly Marinho           | Atriz e cantora                 | Receberam R$ 5 mil cada                                                                                |
| Pepita                  | Cantora e funkeira              | Desistente                                                                                             |
| Danielle Winits         | Atriz                           | 4ª eliminada                                                                                           |
| Badauí                  | Cantor e vocalista da CPM 22    | 3ª eliminação                                                                                          |
| Priscila Sena           | Modelo                          | 3ª eliminação                                                                                          |
| Boaventura "Boá" Junior | Empreendedor                    | 2º eliminado                                                                                           |
| Jordana Louise          | Arquiteta                       | 1ª eliminada                                                                                           |